# Andropolia diffusilis
Andropolia diffusilis là một loài bướm đêm trong họ Noctuidae.